# Callmeyer Ferenc
Callmeyer Ferenc (DLA) (Miskolc, 1928. április 3. – 2020. október 3.) okleveles magyar építészmérnök. Építészmérnöki oklevelének száma: 831. Ybl-díjas, Príma-díjas, c. egyetemi tanár. A BME Építészmérnöki karán 2001-ben aranyoklevelet kapott; az Egyetem Szenátusa 2011-ben gyémántdiploma adományozásával ismerte el értékes mérnöki tevékenységét.

## Szakmai életpályájának vázlata
A diploma megszerzése után a MEZŐTERV-nél mint tervezőépítész helyezkedett el, majd 1955 és 1963 között az Ipari Épülettervező Vállalatnál (IPARTERV) osztályvezetői munkakört töltött be. 1963-tól 1965-ig a londoni Sheppard Robson and Partnersnél mint építész dolgozott, 1965-től a Tervezésfejlesztési és Építészeti Technikai Intézet főosztályvezető-helyettese. 1951-től meghívott előadó és gyakorlatvezető volt az Építész-karon, 1984-től az angol nyelvű tagozaton c. egyetemi tanár. 1994-től az Építészmérnöki Kar Habilitációs Bizottságának tagja, 1990-től a Callmeyer és Tsa. Építésziroda tulajdonosa és igazgatója.
Számos építészeti és urbanisztikai cikke jelent meg szak- és ismeretterjesztő lapokban. Tanulmányokat írt a napenergia építészeti hasznosításáról, könyvei jelentek meg a korszerű iskolaépítésről. Több bizottságban mint tag működött közre, így az Eurodiploma minősítő bizottságban, 1993¬tól a Kossuth és Széchenyi bizottságban. 1952 óta alapító tagja a Magyar Építőművészek Szövetségének. Szakmai elismerésként kétszer megkapta az Ybl Miklós-díjat (1956, 1993) és az Év Lakóháza díjat, az Építészeti Nívódíjat és Prima-díjat (2008).

## Jelentősebb alkotásai

### Építészet, terület- és városrendezés
| - Újpalota (Tenke Tibor és Mester Árpád társtervező) - Velence-tó Északi üdülőterület rendezése díj - Weimar város rendezése, tervpályázat, díj - Mohács város központ, rendezése tervpályázat, díj - Tata-tóváros központja, tervpályázat, díj - Budapest, II. ker. Szarvas Gábor út, lakópark - Budapest, Örs vezér tere rendezése tervpályázat, díj - Dunaújváros, Béke városrész kulturális tengely - Telki Ófalu értékőrző rendezése Ford-díj - Ács nagyközség rendezési és szabályozási terve - Ács nagyközség központ rendezése - Tiszakécske város rendezése - Tiszakécske, Európa-falu - Budapest, XV. ker. Újpalota városközpont rendezése - Budapest, V. ker. Dunapart rendezése, díj | - Budapest, I. ker. Várlejtő és Mátyáspark lakópark rendezése - Budapest, I. ker. Vár Szent Háromság tér rendezése - Tatabánya, új városrész rendezése, díj - U.K. Uxbridge Brunel Műszaki Egyetem rendezése - Várpalota, központ rendezése, tervpályázat, díj - Sopron, Nyugati városrész rendezése, tervpályázat, díj - Sankt Pölten/Alsó Ausztria megyeközpont rendezése, díj - Budapest, Káposztásmegyer Új városrész rendezése, díj - Miskolc, Bodótető városrész rendezése, pályázat, díj - Pétervására rendezési és szabályozási terve - Celldömölk városrendezési terve - Pórdömölk rendezési javaslat - Badacsony kikötőkörnyék rendezési terve - Budajenő, Napsugár negyed rendezési terve - Máriabesnyő, Habitat Euró központ rendezési terve |

### Építészet, középületek
| - Tátika étterem, strandbejárat, Badacsony, kikötő - Borozó és bevásárló központ, Badacsony - Üzletközpont, Badacsony kikötő - Hajtóműgyár üdülő étterem és raktárak, Balatonfoldvár, kikötő - Rege étterem és Bencés udvar, Tihany - Uradalmi magtár átalakítása, Művelődési központ, Tihany - Vállalati szálloda, Keszthely - Szily kastély rekonstrukció és átalakítás mezőgazdasági iskolává - Szent Rókus-kápolna rekonstrukciója - Brunel University of Advanced Technology, Residences, Uxbridge/ UK - Brunel University of Advanced Technology, Department of Mathematics, Uxbridge/UK - Brunel University of Advanced Technology, Refectory, Uxbridge/UK - Brunel University of Advanced Technology, Students Union, Uxbridge/ UK - Brunel University of Advanced Technology, Library, Uxbridge/UK | - Szent István ökumenikus kápolna, Lakitelek, Népfőiskola - US. International School of Budapest - Euróiskola – Osztrák-Magyar iskola, Budapest - Arany János és Kőrösi Csoma Sándor Nevelési Központ, Dunaújváros - Hét vezér Általános Iskola, Székesfehérvár - „Kígyós” Iskola, Székesfehérvár - „Fehér Delfin” iskola Székesfehérvár - Nevelési Központ Kápolnásnyék - Általános iskola, Budapest-Rákoskeresztúr - Általános iskola Csepel, Királymajor - Általános iskola, Bicske - Általános iskola, Oroszlány - Általános iskola, Tatabánya - Zimmermann Általános Iskola, Mór |

### Ipari, mezőgazdasági épületek
- Víztorony, Püspökladány
- Szőlészeti üzem, borospince, szolgálati lakások, Szekszárd
- Növényüzem, Richter Gedeon gyógyszergyár, Budapest
- Irodaház, Richter Gedeon gyógyszergyár, Budapest
- Elektrolízis üzem, Berente
- Gyógyárú Nagykereskedelmi raktár, Gödöllő
- Kiállítási pavilon, „Építés”, Mezőgazdasági L
- Kiállítás, Budapest, Expo terület

### Lakóépületek
- Lakópark, paneles technológiával, Perczel Mór utca, Miskolc, Tampere városrész
- Diplomataház, Budapest, Károly körút
- Családi házak, Telki
- Önkormányzati bérlakások, Telki
- Családi ház, Csepel Királymajor
- Családi ház, Páty
- Családi ház, XII. ker. Denevér u., Budapest
- Passzív napház, Dutka Ákos u., Budapest
- Balettművész családi háza, Napsugár u., Budapest
- Vendéglátó házak, kaliba, Gyímesek, Kissolymos – Erdély
- Saját ház, Telki
- Társasház, Bimbó út Budapest
- Társasház, György Aladár utca
- Honvédségi társasházak, Gábor Áron laktanya, Budapest
- Számos nyaraló a Balaton mentén, Bp. környékén
- Széher út 83.

### Emlékművek
- 1956. október 25. – Véres Csütörtök-emlékmű, Budapest, Kossuth tér
- A forradalom első emlékműve, Szent Rókus-templom lépcsője, Budapest
- '56-os emlékmű, Telki, Budajenő, Sajógalgóc

### Tervek
- Mindszenti József emlékkatedrális, Budapest, Apor Vilmos tér
- Katedrális, Budapest, Újpalota Főtér
- Fogolykiváltó Boldogasszony temploma, Kócsúlyfalú – Hortobágy
- Honvédelmi Minisztérium épülettömb a Szent György téren, Budapest
- '56-os emlékmű, Múzeum és a Új Regnum Marianum, ötvenhatosok tere Budapest
- Orvosi rendelő, egészségház, Telki
- Nemzeti Színház, pályázat, Budapest
- Nemzeti Sportcsarnok a Lágymányoson pályázat, díj
- Uszodák tervpályázat, díj
- Sportcsarnokok tervpályázat, díj
- Irodaház Roosevelt tér, Budapest
- Bilbao új város, tervpályázat
- Times Square rendezése pályázat, New York
- Sédszálló, Veszprém
- New York Kongresszusi központ, Rákóczi út, Budapest
- Magyar Pavilon, Sevilla

### Kiállítások
- Építészeti kiállítás, Műcsarnok 1952
- Magyar Építőművészek Szövetsége, 1956
- Magyar Szépmíves Társaság, Vigadó Galéria
- Ikonjaim, Gellért Szálló
- Ikonok, Solymár fesztivál, 2009
- Életmű-kiállítás, Kévés Galéria, 2008
- Festmények, fesztivál, Telki, 2006
- Erdőelve grafika, Magyar-Báder galéria, Telki, 2005

## Könyvek, kiadványok
- Hétvégi házak – nyaralók, 1972
- Az én házam, 1974
- Callmeyer Ferenc–Rojkó Ervin: Az én házam; 2. bőv. kiad.; Műszaki, Budapest, 1977
- Clasp rendszerű iskolák, 1986
- Kétszer huszonnyolc = 56 avagy Hogy lehet az életet epizódszereplőként végigélni?; Antológia, Lakitelek, 2002
- Telki ezer éve, 2004
- Erdőelve meséi, 2007
- Kárpát haza, 2009
- A mi otthonunk képes havilap szerkesztő bizottsági elnöke

## Szakmai- társadalmi elismerései
- Ybl Miklós-díj 1956 és 1993
- Aranydiploma 2001
- Prima Primissima díj 2008
- Gyémántdiploma 2011
- Az Év Lakóháza-Díj
- Építészeti Nívódíj